# Jean-Baptiste Biot
Jean-Baptiste Biot (Parigi, 21 aprile 1774 – Parigi, 3 febbraio 1862) è stato un fisico e matematico francese.

## Biografia
È noto in particolare per lo studio delle relazioni tra corrente elettrica e magnetismo (a lui e Félix Savart è intitolata la Legge di Biot-Savart, che fornisce il valore del campo magnetico generato in un punto dello spazio (verosimilmente il vettore induzione magnetica è stato indicato con la lettera B in suo onore) da una corrente elettrica in funzione della distanza dal conduttore) e del fenomeno della rotazione del piano di polarizzazione della luce nel passaggio attraverso soluzioni di composti chimici. A partire da tali risultati, Biot ha usato il saccarimetro per determinare la natura e la quantità degli zuccheri presenti in una soluzione.
Fu il primo a scoprire le proprietà ottiche caratteristiche della mica; in ragione di ciò la biotite, un minerale di mica, porta anch'essa il suo nome.
Nel 1800 fu nominato professore di fisica al Collège de France e fu eletto membro dell'Accademia francese delle scienze all'età di 29 anni. 

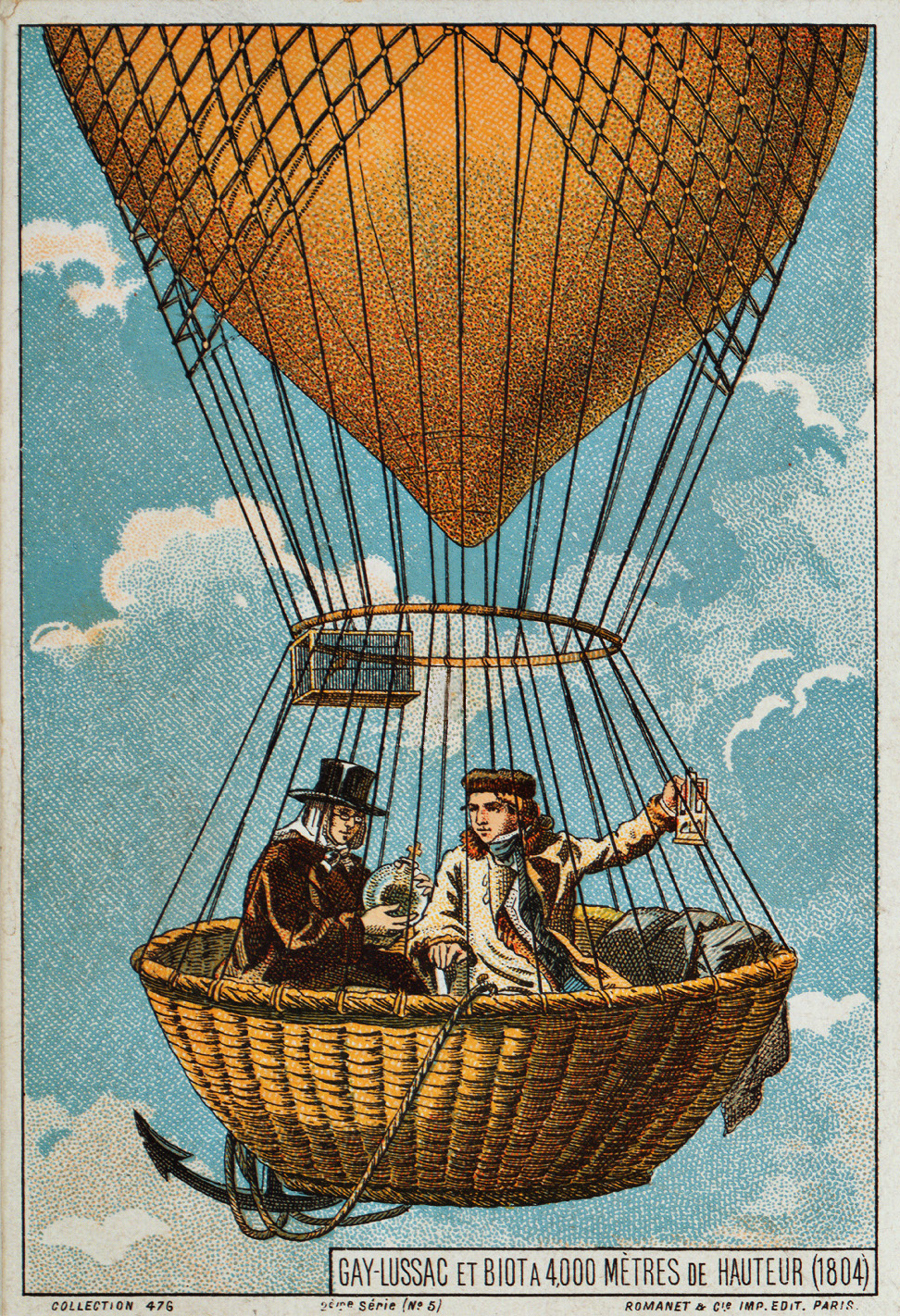
1804, la prima ascensione scientifica in pallone aerostatico con Joseph Louis Gay-Lussac

Nel 1804 compì con Joseph Louis Gay-Lussac la prima ascensione scientifica in pallone aerostatico fino ad un'altitudine di 5.000 metri, realizzando una delle prime indagini sulla composizione dell'atmosfera terrestre.
Fu titolare della cattedra di astronomia alla facoltà di scienze dal 1809 al 1816 e dal 1826 al 1848. Gli è intitolato anche un piccolo cratere lunare.
Ha ricevuto la Médaille Rumford nel 1840.

## Opere

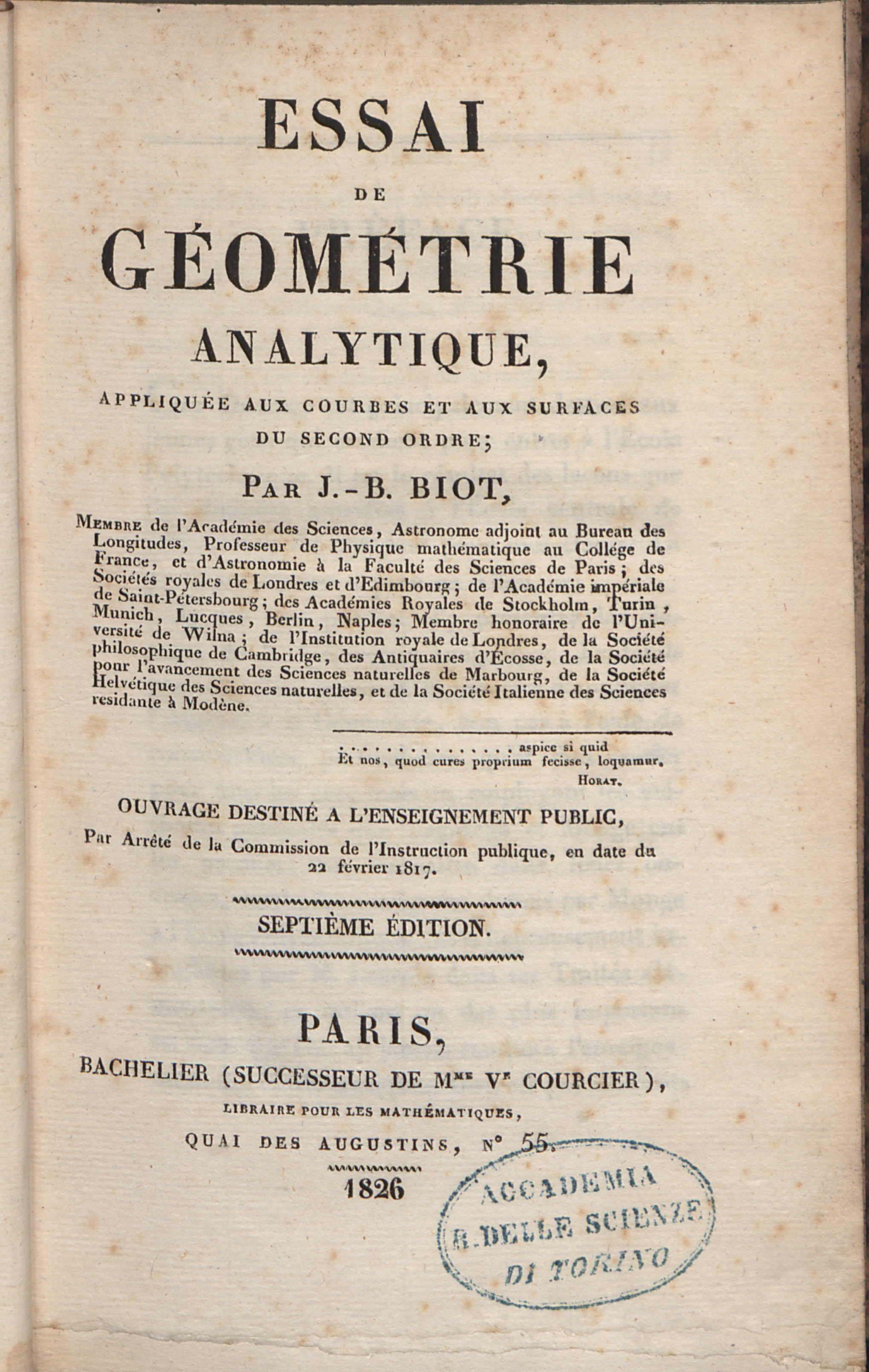
Essai de géométrie analytique, 1826

- Traité élémentaire d'astronomie physique (1810)
- Recherches sur les réfractions extraordinaires qui ont lieu près de l'horizon (1810)
- Récherches expérimentales et mathématiques sur les mouvemens des molécules de la lumière autour de leur centre de gravité, Paris, Firmin Didot, 1814.
- Récherches sur plusieurs points de l'astronomie égyptienne appliquées aux monumens astronomiques trouvés en Egypte, Paris, Firmin Didot, 1823.
- Traité de physique expérimentale et mathématique (1816)
- Trattato elementare di fisica sperimentale [Précis élémentaire de physique expérimentale], vol. 1, Napoli, Tipografia del Giornale Enciclopedico, 1818.
  -  Trattato elementare di fisica sperimentale, vol. 2, Napoli, Tipografia del Giornale Enciclopedico, 1818.
  -  Trattato elementare di fisica sperimentale, vol. 4, Napoli, Tipografia del Giornale Enciclopedico, 1818.
  -  Trattato elementare di fisica sperimentale, vol. 5, Napoli, Tipografia del Giornale Enciclopedico, 1818.
- con François Arago: Recueil d'observations géodésiques, astronomiques et physiques (1821)
- Recherches sur plusieurs points de l'astronomie égyptienne (1823)
- Essai de géométrie analytique appliquée aux courbes et aux surfaces du second ordre (1826)
- Notions élémentaires de statique, Paris, Charles Louis Étienne Bachelier, 1829.
- Instructions pratiques sur l'observation et la mesure des propriétés optiques appelées rotatoires (1845)
- Mémoire sur les phénomenès rotatoires opérés dans le cristal de roche (1846)
- La razionale scoperta del pianeta di Le Verrier logicamente presentata da Biot e recata italianamente con prefazione e note da Giuseppe Bianchi (1854)
- Précis de l'histoire de l'astronomie planétaire écrit à l'occasion de la découverte de M. Le Verrier, Parma, Pietro Fiaccadori, 1854.
- Mélanges scientifiques et littéraires (1858)
- Études sur l'astronomie indienne et sur l'astronomie chinoise (1862)

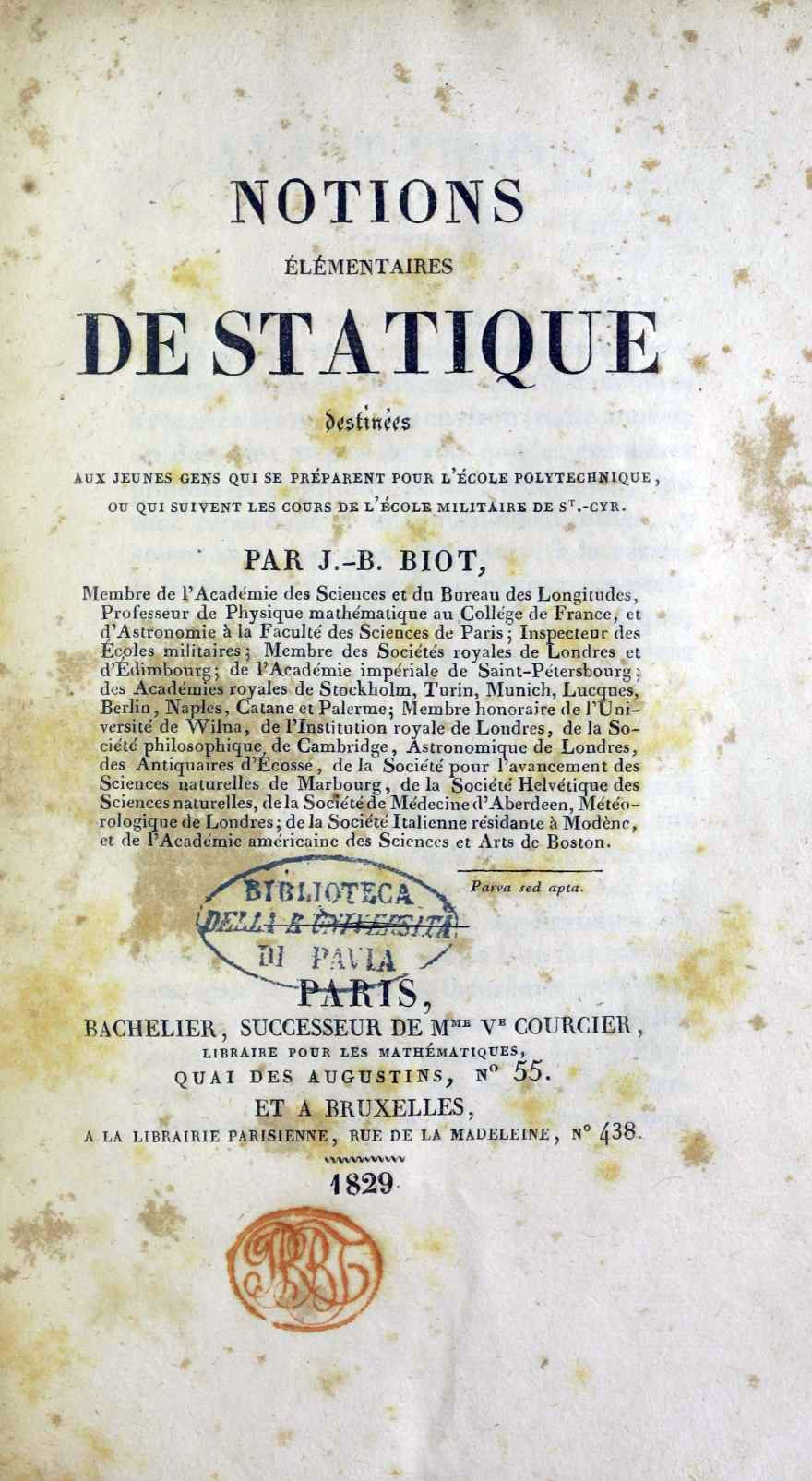
Notions élémentaires de statique, 1829